# Consciència (psicologia)

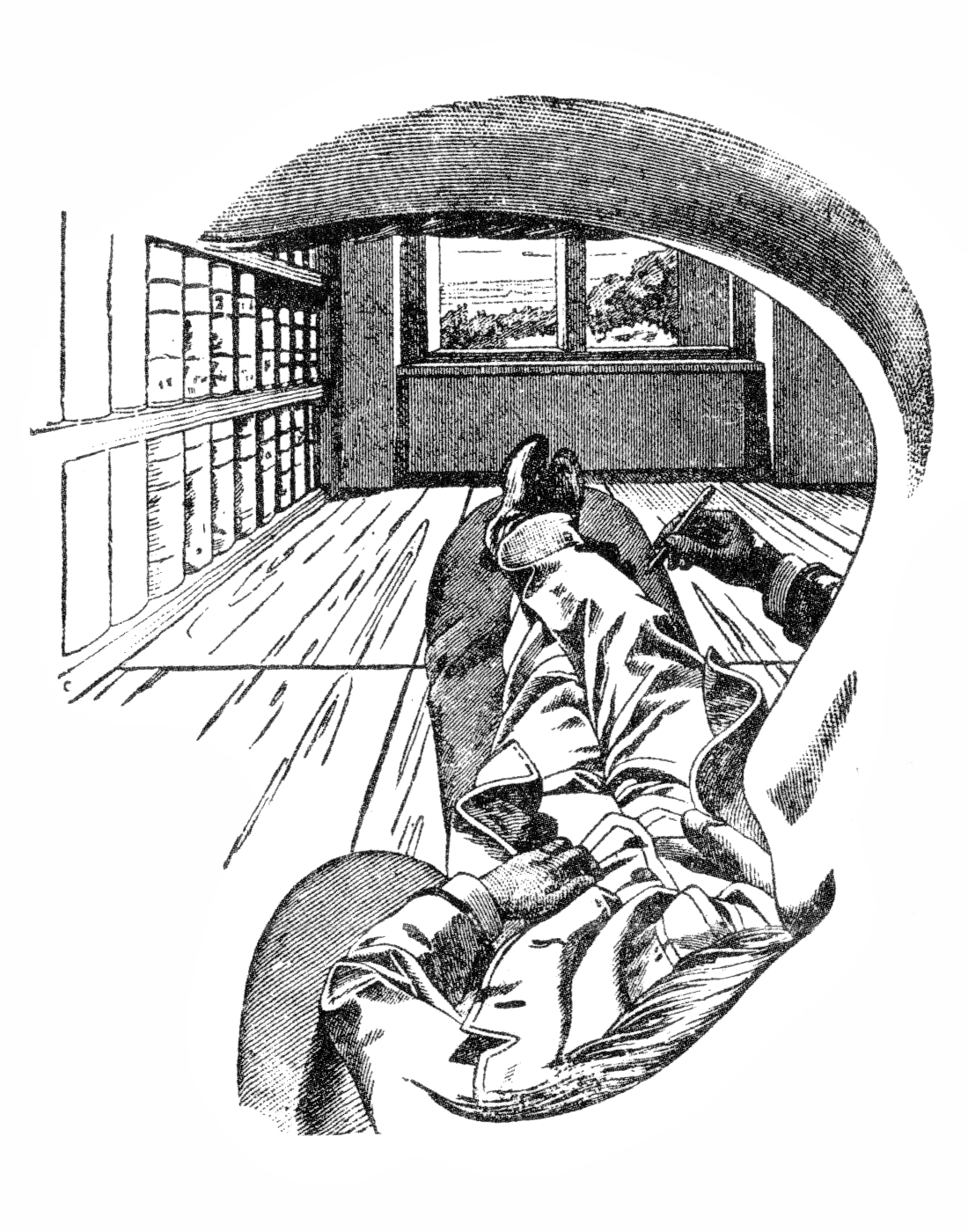
Dibuix del punt de vista d'una persona conscient segons Ernst Mach.

La consciència és un estat de la ment que permet prendre decisions de manera racional, percebre la realitat i tenir noció del propi jo. S'oposa, per tant, a estats com el somni, l'al·lucinació i a les formes de vida incapaces de formular un autoconcepte o de concebre un sentit d'individu i personalitat.
Els éssers humans tenen consciència quan estan desperts i no pateixen cap malaltia mental o alteració momentània per un estat de crisi o per ingerir drogues. Determinats autors afirmen que la consciència també formarà part de la intel·ligència artificial o dels animals com dofins o primats, tot i que no hi ha acord sobre els seus límits. La consciència és objecte d'estudi de la psicologia i la filosofia de la ment.

## Trets de la consciència
La consciència és capaç de percebre la realitat i fer-se'n una representació mental. Aquesta facultat, que Steven Pinker anomena secundària, per sobre de la simple percepció sensorial (ja que implica tenir un concepte globalitzador d'allò que capten els sentits), està present en diverses espècies de mamífers i en un grau més elevat en les persones, que construeixen una cosmovisió en què es barregen les pròpies percepcions i els ensenyaments fruit de la socialització i la interacció amb altres persones. Permet la intencionalitat.
També, però, és capaç de concebre la pròpia individualitat, és a dir, saber-se subjecte, com a concepte unificador de creences, sentiments, experiències i pensaments sobre el món. No solament la persona sap que existeix, sinó que es considera diferent de la resta d'elements del món (Thomas Nagel).
Aquesta consideració parteix d'una operació mental que conté diverses formulacions, i n'és potser la més cèlebre la màxima de Descartes Cogito ergo sum. Les visions religioses o espiritualistes, a més a més, consideren que part d'aquesta diferència rau, a part de la personalitat, en un component no físic, anomenat comunament ànima.
L'idealisme considera que, a part d'aquesta sensació i certesa d'existir, de saber-se un subjecte, no es pot assegurar que existeixi res més, ja que tots els objectes del món exterior podrien ser solament projeccions de la mateixa consciència. Per aquest motiu, aquesta doctrina portada a l'extrem desemboca en el solipsisme.
Manfred Frank afirma que la consciència inclou sempre processos de reflexió sobre un mateix; mentre el subjecte va creixent i va tenint experiències, va formant la seva personalitat, que després transforma segons els esdeveniments i reaccions de la gent propera. L'autoconeixement, per tant, és un dels trets de la consciència i va lligat al desenvolupament de l'individu (René Dubos), amb un període crític en l'adolescència.
La consciència, a banda de representacions sobre l'exterior i de la subjectivitat, actua com a síntesi de diverses experiències; en aquest sentit és temporal, selectiva i intencional (Sartre) i pot equivaler al concepte de jo. Sense aquest substrat unificador, i sovint voluntàriament unificador, és impossible superar estímuls simples i accedir a la cognició, com afirma Antonio Damasio.
Bernard Baas resumeix les funcions de la consciència en les següents: definició del context, situació de l'individu en el món, adaptació als canvis i aprenentatges, categorització, control d'accions físiques i mentals, repressió de determinats instints, presa de decisions, metacognició i manteniment del propi equilibri.
Des de la intel·ligència artificial, s'han proposat vuit trets bàsics de la consciència: l'instint de conservació lligat a la noció d'un jo existent; la noció d'estat d'ànim i emoció, que porten a una conducta o a una altra; el concepte d'ordre i lògica a l'entorn; la noció de diferència respecte a altres éssers i la possibilitat d'establir contacte o no amb aquests éssers; la idea de llibertat; el descobriment de patrons de la informació i les ànsies per a aprendre com a mecanisme de supervivència; la facultat per a fer prediccions i la de prendre decisions.

## Història
Dins del pensament oriental, els primers intents d'entendre la consciència es troben en la formulació budista del Vijñāna, que es lliga a l'essència de les criatures, a la base ontològica, sense que inclogui autoconsciència o personalitat. Però, justament els desitjos d'alliberar-se de l'ego, font del mal i del desig insatisfet, per fusionar-se amb tot l'univers han portat que els pensadors orientals menystinguessin la idea de consciència, associada a l'orgull.
Per contra, en Occident esdevé, des dels inicis de l'activitat filosòfica a les polis gregues, un concepte clau. En un primer moment, era inseparable de la consciència moral, és a dir, l'ésser humà era racional i, per tant, capaç de jutjar els seus actes en funció de la seva bondat. Fins a John Locke, no va començar a reflexionar-se per separat sobre la dimensió ètica i la consciència psicològica, i amb aquest terme només a partir dels escrits de Ralph Cudworth.
Històricament, s'ha lligat la consciència a l'ànima o esperit. La ciència, a partir dels avenços en neurobiologia, ha mirat de trobar les bases biològiques per a la consciència. Un dels principals teòrics contemporanis d'aquest camp és David Chalmers, però els estudis se'n remunten al segle xvii (per exemple, Descartes creia que el lligam entre cos i esperit es donava a la glàndula pineal). La consciència seria un mecanisme adaptatiu elevat, que podria, doncs, explicar-se en terme purament físics, en contra de les teories basades en el dualisme. Roger Wolcott Sperry, Premi Nobel de Medicina, va argumentar que no es trobava en un sol òrgan, sinó en el conjunt de connexions del cervell, anticipant els corrents holístics.
Dins dels fisicialistes, es poden distingir dos corrents predominants als segles XX i XXI: els partidaris del conductisme i la fenomenologia, que argumenten que la consciència és quelcom abstracte inaprehensible a l'estudi i que, per tant, cal centrar-se en les seves manifestacions objectives, siguin externes o internes al subjecte (conductes i reaccions corporals, per exemple); i d'una altra banda els que usen la mecànica quàntica per a explicar com funciona el cervell, considerat el centre de la consciència.

## Alteracions de la consciència
La consciència humana pot patir diverses alteracions, algunes són naturals i necessàries per al funcionament del cervell, com dormir, d'altres responen a patologies i d'altres estan induïdes artificialment. Si l'estat ordinari de consciència disminueix, pot tractar-se de:
- coma (medicina)
- catatònia o paràlisi temporal de les funcions psíquiques per un impacte massa fort o esquizofrènia
- intoxicació per psicofàrmacs
- meningitis aguda[7]

Si, per contra, l'estat de consciència augmenta la sensibilitat, es parla de:
- Excitació
- Mania
- Deliri
- Hipnosi